# قطعنامه ۱۹۷۳ شورای امنیت
قطعنامه ۱۹۷۳ شورای امنیت قطعنامه‌ای است که در ۱۷ مارس ۲۰۱۱ در مورد جنگ داخلی لیبی به تصویب رسید. این قطعنامه شورای امنیت توسط فرانسه، لبنان و بریتانیا پیشنهاد شد.
ده عضو شورای امنیت (شامل: آمریکا، فرانسه، بریتانیا، لبنان، نیجریه، پرتغال، آفریقای جنوبی، بوسنی و هرزگوین، کلمبیا و گابن) از تصویب این قطعنامه حمایت کردند. پنج عضو دیگر (شامل: برزیل، آلمان، هند، روسیه و چین) به این قطعنامه رای ممتنع دادند.
به این قطعنامه به عنوان یک مبنای حقوقی به منظور مداخله نظامی در لیبی در سال ۲۰۱۱ میلادی، درخواست آتش‌بس، ایجاد منطقه پروازممنوع و استفاده از شیوه‌های ممکن برای حفاظت از غیرنظامیان لیبیایی، استناد شد.